# Polinesia
La Polinesia è una delle regioni in cui tradizionalmente viene divisa l'Oceania ed è all'incirca compresa in un triangolo tra la Nuova Zelanda, l'Isola di Pasqua e le isole Hawaii. Secondo un'altra definizione, fa parte dell'Oceania lontana.

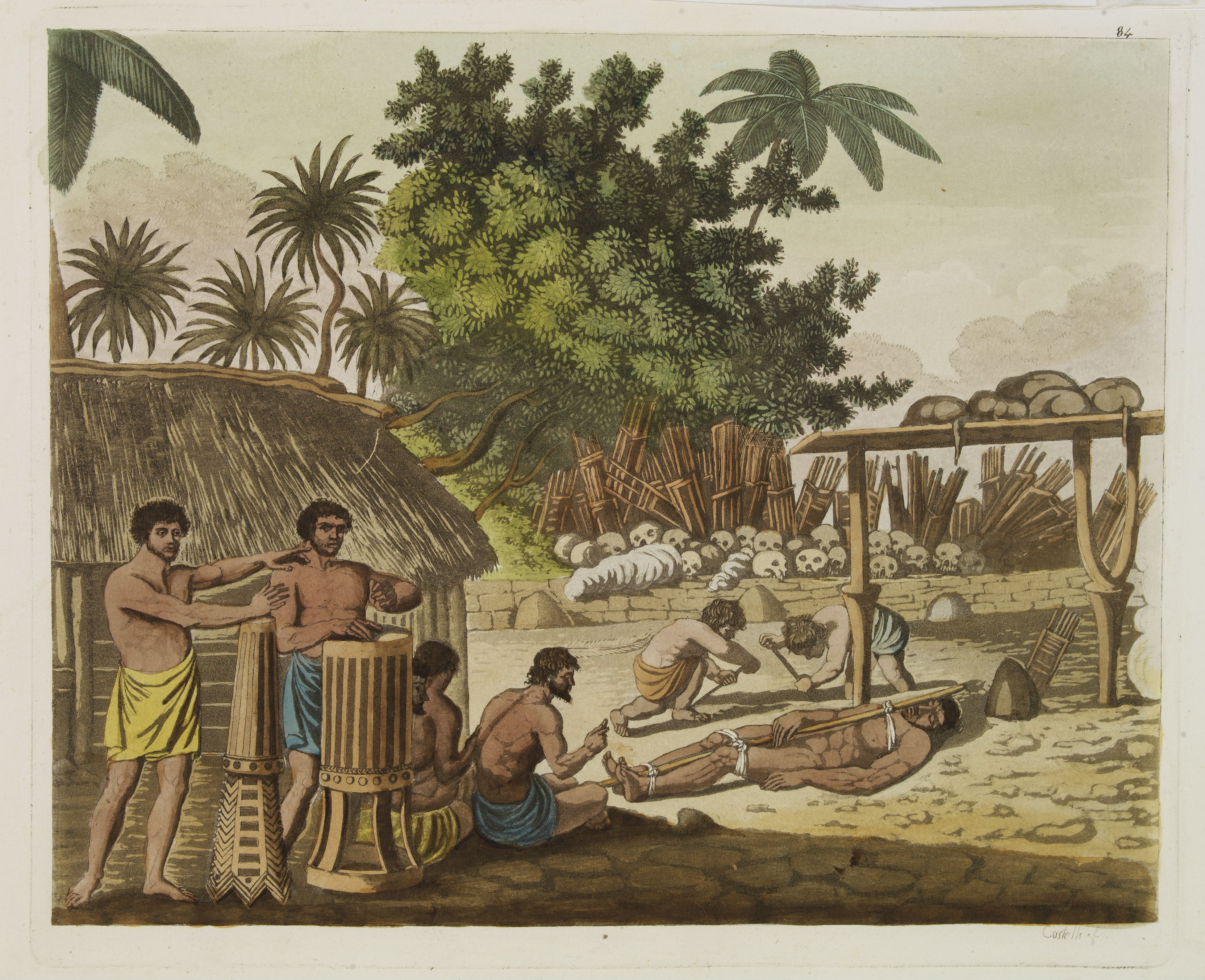
James Cook testimone di un sacrificio umano a Tahiti, 1773

## Etimologia
Il nome Polinesia è stato coniato dal francese Charles de Brosses nel 1756 per designare tutte le isole cosparse nel Grand Océan, incluse quelle dell'arcipelago malese, e non solo quelle attualmente considerate polinesiane in senso stretto – a differenza dei nomi della Melanesia, della Micronesia e della Malesia forgiati ulteriormente da Grégoire Louis Domeny de Rienzi e Jules Dumont d'Urville intorno al 1830. Polinesia deriva dal greco antico πολύς (polýs, "tanti") e νῆσος (nêsos, "isola"), cioè "tante isole". Dal 1832 in poi, indica solo le isole del triangolo polinesiano come allora definite da Dumont d'Urville alla Société de Géographie.

## Geografia

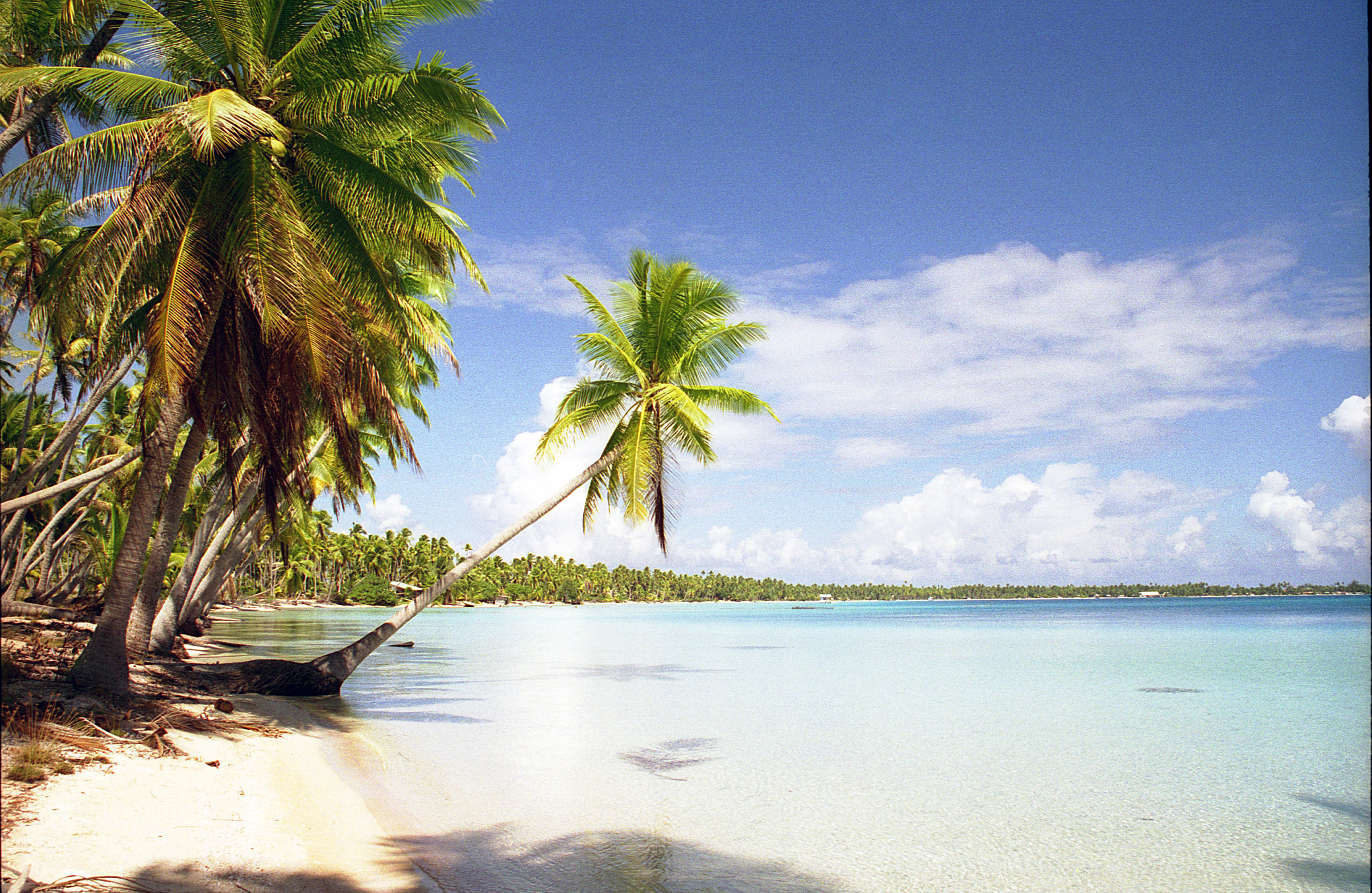
Isole Tuamotu

La regione è composta da molte piccole isole tra cui:
- Isole Hawaii ( Stati Uniti)
- Isole della Fenice e Sporadi equatoriali ( Kiribati)
- Isole dell'Unione ( Tokelau)
- Isole Tonga ( Tonga)
- Isole Cook (  Nuova Zelanda)
- Niue (  Nuova Zelanda)
- Isole della Società e Isola di Tahiti (  Polinesia Francese)
- Isole Australi (  Polinesia Francese)
- Isole Tuamotu (  Polinesia Francese)
- Isole Marchesi (  Polinesia Francese)
- Isole Gambier (  Polinesia Francese)
- Rapa e Marotiri (o isolotti di Bass) (  Polinesia Francese)
- Isole Tuvalu (ex isole Ellice) (  Tuvalu)
- Isola di Pasqua e dipendenze (  Cile)
- Isole Wallis e Futuna (  Francia)
- Isole Samoa (  Samoa Occidentali, indipendente, e  Samoa Americane,  Stati Uniti)
- Pitcairn e dipendenze (  Regno Unito)

La Nuova Zelanda non è sempre considerata parte della Polinesia, anche se gli abitanti originari dell'arcipelago, i Maori, sono di lingua e cultura polinesiana.

## Storia

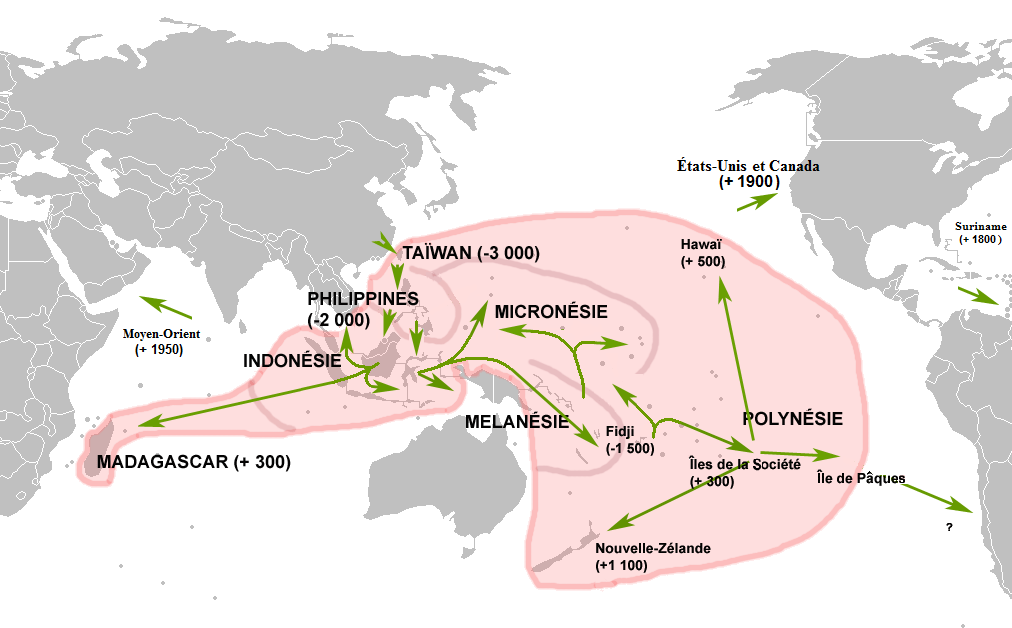
Carta delle migrazioni austronesiane

La storia dei popoli polinesiani comincia in un'età imprecisata, tra la fine della Preistoria e l'inizio dell'Età Antica, tra il 3000 e il 1000 a.C., quando presumibilmente i popoli provenienti dall'Australia e altre terre austronesiane (come l'Indocina), giunsero nell'Arcipelago probabilmente a bordo di rudimentali canoe, e vi si stanziarono, vivendo in capanne, e praticando antichi culti affini allo sciamanesimo. Essi non conoscevano la tessitura, la ceramica o la metallurgia: infatti tutti i materiali di base erano ricavati dal legno (come del resto lo erano anche le imbarcazioni), ma anche da conchiglie, o gusci di tartarughe marine. Gli abiti, per esempio, vestivano di stoffe ricavate dalle cortecce degli alberi.
Il popolo polinesiano viveva principalmente di agricoltura e allevamento di pollame e suini, e raramente si cimentava nella caccia, se non quella alle tartarughe, in quanto non era propriamente fondamentale per la vita. Furono anche mediamente sviluppati tecnologicamente (oltre alle famose canoe polinesiane, che furono, tra l'altro, ciò che li condussero nelle isole), si annoverano infatti anche numerose sculture fatte di legno o anche di avorio, ed erano anche presenti vele e tendaggi, e le abitazioni erano sovente case sopraelevate rette da palafitte. I Maori sono i principali abitanti della Polinesia.

## Cultura

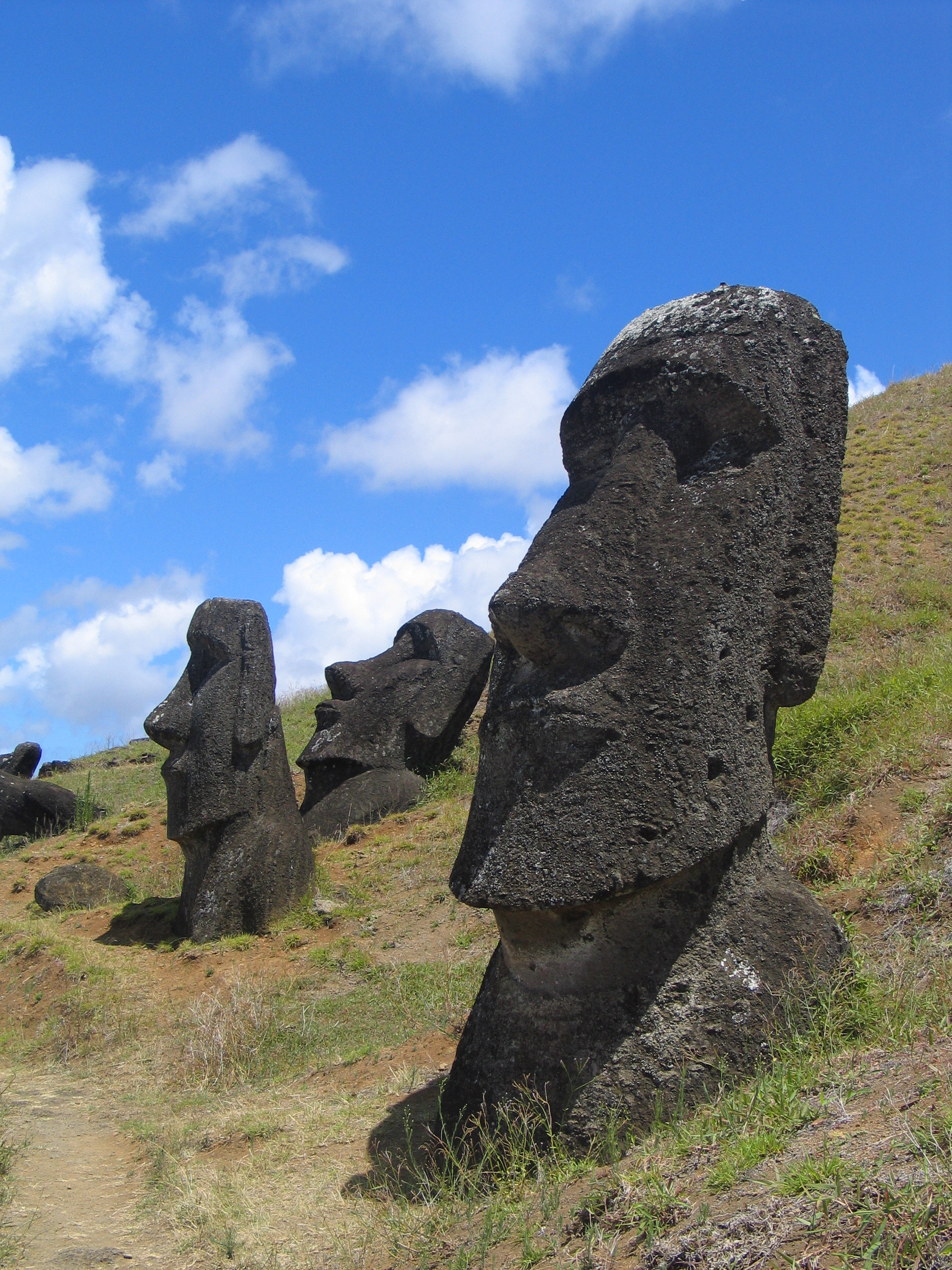
Rano Raraku Moai

### Lingue polinesiane
Le lingue polinesiane fanno tutte parte delle lingue oceaniche, una sotto-categoria della famiglia delle lingue austronesiane. Le lingue polinesiane possiedono una vasta gamma di somiglianze. Le vocali sono generalmente le stesse — a, e, i, o, u, pronunciate come in italiano, spagnolo e tedesco — e le consonanti sono sempre seguite da una vocale. Le lingue dei vari gruppi di isole mostrano cambiamenti nelle consonanti. La r e la v sono usate nella Polinesia centrale e orientale, mentre la l e la v sono usate nella Polinesia occidentale. L'occlusiva glottidale sorda è rappresentata da un apostrofo invertito o ʻokina.
Nelle Isole della Società, nella lingua originale proto-polinesiaca, *k e *ng si sono unite in un'occlusiva glottidale sorda; quindi il nome per la terra d'origine degli antenati, derivato dal polinesiaco proto-nucleare *sawaiki, diventa Havaiʻi. In Nuova Zelanda, dove l'originale *w viene usata al posto della v, l'antica isola d'origine è Hawaiki. Nelle Isole Cook, dove l'occlusiva glottidale sorda sostituisce l'originale *s (con un probabile stadio intermedio di *h), è ʻAvaiki. Nelle Isole Hawaii, dove l'occlusiva glottidale sorda sostituisce la k originale, l'isola più grande del gruppo è chiamata Hawaiʻi. Nelle Samoa, dove la s originale viene usata al posto della h, la v rimpiazza la w e l'occlusiva glottidale sorda sostituisce la k originale, l'isola più larga è chiamata Savaiʻi.